# 史朝錄
史朝錄（1542年—？），字登之，福建泉州府晉江縣人，匠籍，明朝政治人物。

## 生平
嘉靖四十三年（1564年）甲子科福建鄉試第三十名舉人，萬曆五年（1577年）中式丁丑科會試第二百五十六名，三甲第六十一名進士。授德清縣知縣。

## 家族
曾祖史亨；祖父史時用；父史宏詢，知州。母黃氏（封宜人）。具慶下。兄史朝賓，南京鸿胪寺卿；史朝宜，布政司右布政使；史朝富，知府；史朝寀，户部主事；弟史朝鉉，知府；史朝锳。